# Danemark aux Jeux olympiques de la jeunesse d'hiver de 2012
Le Danemark a participé aux Jeux olympiques de la jeunesse d'hiver de 2012 à Innsbruck en Autriche du 13 au 22 janvier 2012. L'équipe croate était composée de 5 athlètes dans 3 sports.

## Résultats

### Patinage de vitesse
Le Danemark a qualifié un homme.
Homme
| Athlète            | Épreuve              | Course 1 | Course 2 | Total         | Rang |
| ------------------ | -------------------- | -------- | -------- | ------------- | ---- |
| Philip Due Schmidt | 3 000 mètres hommes  |          |          | 4 min 39 s 71 | 14   |
| Philip Due Schmidt | Départ groupé hommes |          |          | 7 min 28 s 75 | 17   |

### Ski alpin
Le Danemark a qualifié un homme et une femme en ski alpin.
Homme
| Athlète        | Épreuve      | Finale        | Finale          | Finale          | Finale          |
| Athlète        | Épreuve      | Manche 1      | Manche 2        | Total           | Rang            |
| -------------- | ------------ | ------------- | --------------- | --------------- | --------------- |
| Frederik Bigom | Slalom       | 47 s 45       | N'a pas terminé | N'a pas terminé | N'a pas terminé |
| Frederik Bigom | Slalom géant | 1 min 03 s 07 | 58 s 87         | 2 min 01 s 94   | 27              |
| Frederik Bigom | Super-G      |               |                 | N'a pas débuté  | N'a pas débuté  |
| Frederik Bigom | Combiné      | 1 min 08 s 69 | 43 s 59         | 1 min 52 s 28   | 27              |

Femme
| Athlète      | Épreuve      | Finale        | Finale        | Finale           | Finale           |
| Athlète      | Épreuve      | Manche 1      | Manche 2      | Total            | Rang             |
| ------------ | ------------ | ------------- | ------------- | ---------------- | ---------------- |
| Julie Faarup | Slalom       | 53.20         | 49.14         | 1:42.34          | 25               |
| Julie Faarup | Slalom géant | 1 min 09 s 41 | 1 min 09 s 56 | 2 min 18 s 97    | 37               |
| Julie Faarup | Super-G      |               |               | N'a pas terminée | N'a pas terminée |
| Julie Faarup | Combiné      | 1 min 13 s 34 | 48 s 09       | 2 min 01 s 43    | 26               |

### Ski de fond
Le Danemark a qualifié une équipe d'un homme et d'une femme.
Homme
| Athlète      | Épreuve      | Finale         | Finale         |
| Athlète      | Épreuve      | Temps          | Rang           |
| ------------ | ------------ | -------------- | -------------- |
| Eirik Stonor | 10 km hommes | N'a pas débuté | N'a pas débuté |

Femme
| Athlète          | Épreuve     | Finale        | Finale |
| Athlète          | Épreuve     | Temps         | Rang   |
| ---------------- | ----------- | ------------- | ------ |
| Caroline Carlsen | 5 km femmes | 20 min 04 s 8 | 37     |

Sprint
| Athlète          | Épreuve       | Qualification | Qualification | Quart de finale | Quart de finale | Demi-finale   | Demi-finale   | Finale        | Finale        |
| Athlète          | Épreuve       | Total         | Rang          | Total           | Rang            | Total         | Rang          | Total         | Rang          |
| ---------------- | ------------- | ------------- | ------------- | --------------- | --------------- | ------------- | ------------- | ------------- | ------------- |
| Eirik Stonor     | Sprint hommes | 2 min 01 s 59 | 44            | Non qualifié    | Non qualifié    | Non qualifié  | Non qualifié  | Non qualifié  | Non qualifié  |
| Caroline Carlsen | Sprint femmes | 2 min 28 s 1  | 39            | Non qualifiée   | Non qualifiée   | Non qualifiée | Non qualifiée | Non qualifiée | Non qualifiée |